# Onthophagus praelaminatus
Onthophagus praelaminatus är en skalbaggsart som beskrevs av Frey 1957. Onthophagus praelaminatus ingår i släktet Onthophagus och familjen bladhorningar. Inga underarter finns listade i Catalogue of Life.